# 인도 문학
인도는 원래 인구가 많고 국토가 넓은데 이에 따른 민족의 이동 · 종교의 복잡성 · 다양한 언어 등의 요인으로 인해 인도의 문학도 단순하지가 않다. 종교의 종류도 브라만교 · 불교 · 자이나교 · 힌두교 등의 인도 고유의 것이 있고 외부로부터 유입된 이슬람교 · 조로아스터교 등이 있으며, 이들 종교들 상호간에는 충돌과 교류가 있었다. 인도 문학의 언어면에서는, 인도의 언어는 인도 아리아어 계통("인도유럽어족-인도이란어파-인도아리아어군")과 드라비다어 계통("드라비다어족")으로 나뉜다. 인도 아리아어 계통에는 베다 산스크리트어와 고전 산스크리트어가 속한다. 여기서는 주로 전자의 인도아리아어 계통 언어들의 문학에 대해 서술한다.
인도 아리아어 계통의 언어에 따라 인도 문학을 연대적으로 크게 삼분하면, 고대 문학 · 중고(中古) 문학 · 근대 문학으로 구분된다. 이들은 각각 베다 문학("고대 문학") · 고전 산스크리트 문학("중고 문학") · 근대 방언 문학("근대 문학")이라고 한다.  이 구분을 보다 세분하여 베다 산스크리트어로 이루어진 베다 문학과 고전 산스크리트어로 이루어진 고전 산스크리트 문학 사이에 그 중간 단계로 서사 산스크리트어(Epic Sanskrit)로 성립된 고대 서사시 문학(Epic Sanskrit literature)을 포함시킬 수 있다. 또한 인도 문학에는 산스크리트어가 아닌 프라크리트어(Prakrit: 인도 아리아어 계통에 속한다)로 성립된 불교 문학과 자이나교 문학이 중요한 일부로서 포함된다.

## 북인도문학

### 베다 문학

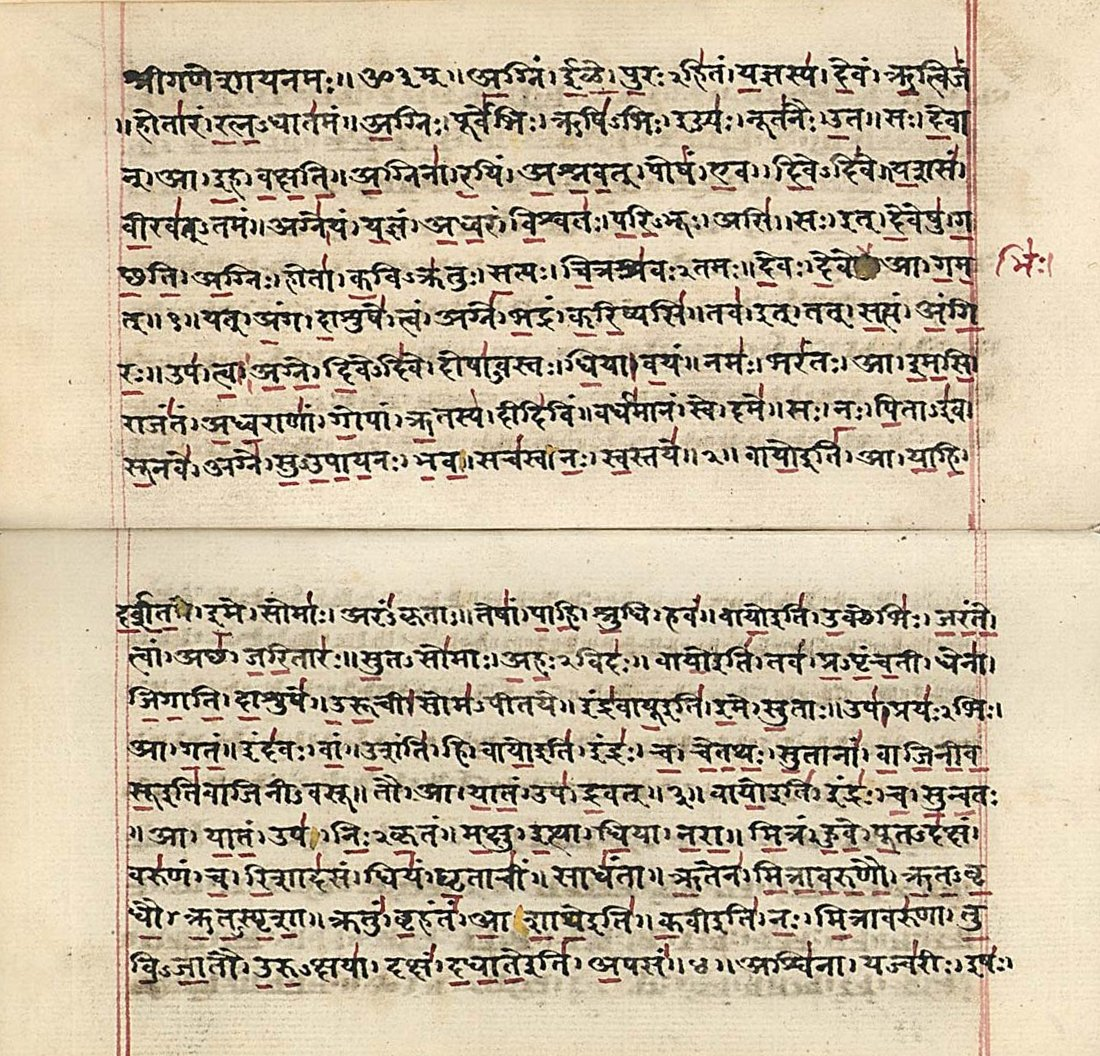
리그 베다

베다(Veda)는 중앙아시아 쪽에서 인도 서북부로 이주한 아리아 민족에 의해 기원전 15000-500년경의 베다 시대 동안 성립된 브라만교의 종교적 · 철학적 문헌으로, 베다 문학은 이러한 종교적 · 철학적 문헌을 총칭하는 낱말이다. 브라만교의 성전(聖典)의 이름이 "베다"이므로 그 이름을 따서 "베다 문학"이라고 한다. 베다 문학의 중심을 이루고 있는 것은 투리야라고 부르는 다음의 4종의 삼히타("집성(集成) · 본집(本集)")이다.
1. 《리그 베다(Ṛgveda, Rigveda)》: 자연 찬미의 서정시가를 집대성한 가장 오랜 문헌
2. 《사마 베다(Sāmaveda, Samaveda)》: 가곡을 위한 것
3. 《야주르 베다(Yajurveda)》: 제식(祭式)을 위한 것
4. 《아다르바 베다(Atharvaveda)》: 재앙을 털어버리고 복을 비는 것

이들 4종의 베다서를 근간으로 하여, 각 제식(祭式)의 법칙 · 찬가 · 주문에 대해 해설한 신학적 문헌인 브라마나(Brahmana), 숲에서 전수된 비법을 모은 아란야카(Aranyaka), 범아일여(梵我一如)의 요체를 풀이한 철학적 문헌인 우파니샤드(Upanishad)가 발달하였다. 그 후, 다시 제식의 실행에 필요한 보조 지식으로 6가지의 베단가(Vedanga)가 발달하였다.

### 고대 서사시 문학

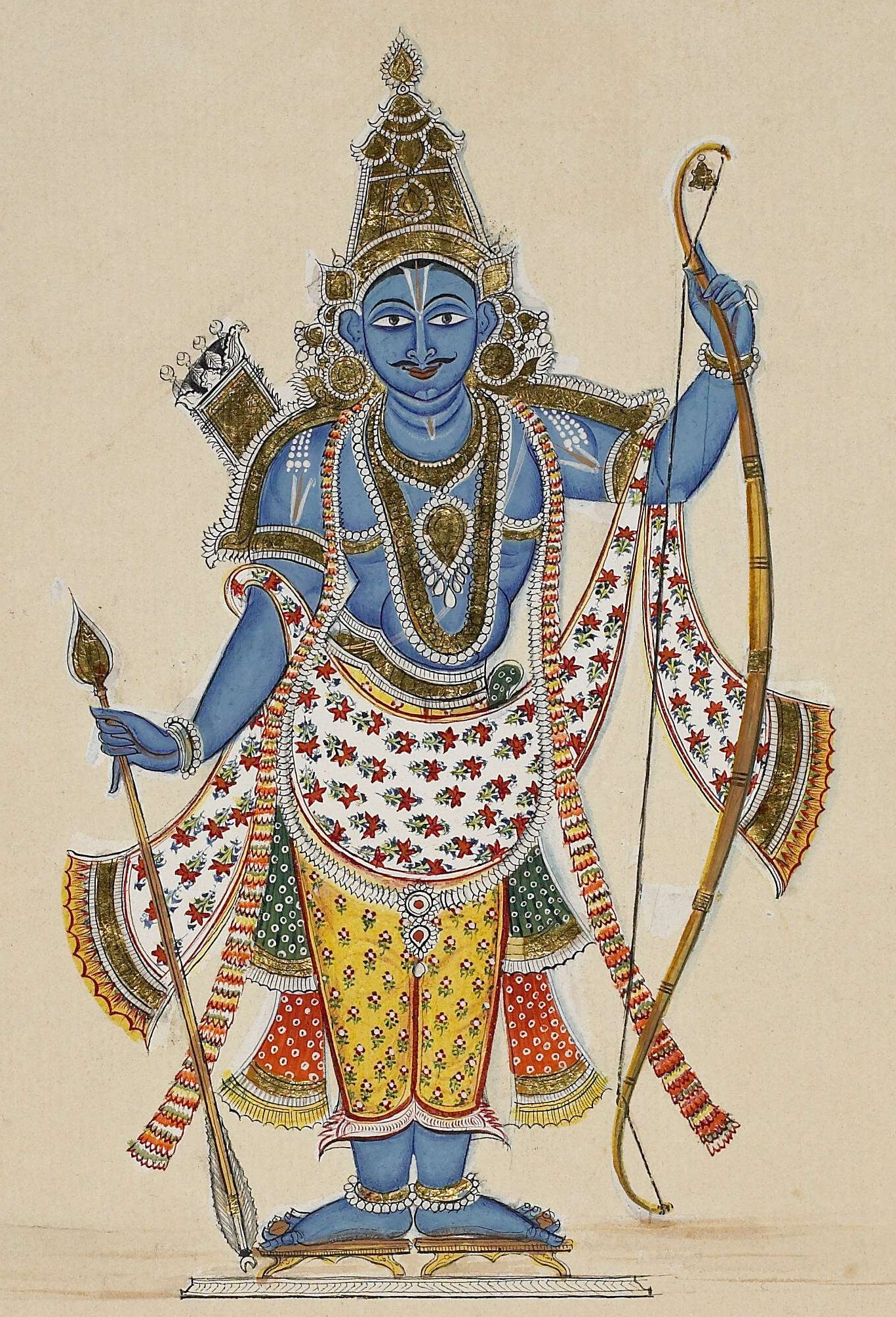
라마야나의 라마 왕자

인도의 고대 서사시 문학(Epic Sanskrit literature)은 베다 문학(1500-500 BC)과 인도 문학의 최전성기를 이룬 고전 산스크리트 문학(AD 3-8세기경)의 중간에 위치하는 문학으로 고전 산스크리트 문학의 선구가 되는 문학이다. 고대 서사시 문학에 속한 것이 인도의 국민적 양대 서사시인 《마하바라타》와 《라마야나》이다. 이 두 서사시는 서사 산스크리트어(Epic Sanskrit)로 쓰여졌다. 이 양대 서사시는 고대로부터 전해 내려온 설화와 전설을 기초로 한 것이다. 이 양대 서사시에서 묘사하는 시대가 기원전 800년부터 기원후 200년까지의 인도 서사 시대(Epic India)이다.
《마하바라타》는 바라타족의 대전쟁을 서술한 것으로 4세기경에 최종적으로 완성되었다. 《라마야나》는 인도의 영웅적인 왕인 라마의 무용담으로 2세기경에 최종적으로 완성되었다. 이 두 서사시는 그리스의 호메로스의 일리아스나 오디세이아와 비견되는 세계 굴지의 대서사시로서 인도는 물론 다른 나라의 후대의 사상과 문화에 지대한 영향을 미쳤다.

### 고전 산스크리트 문학
고전 산스크리트 문학은 시기적으로는 굽타 제국(280–550)이래의 인도 중왕국 시대(Middle kingdoms of India: 300 BC–1279 AD)인 기원후 3세기부터 8세기 또는 기원후 3세기부터 13세기까지이다. 그냥 산스크리트 문학이라고 하면 흔히 고전 산스크리트 문학을 의미한다. 고전 산스크리트 문학은 "중고 문학(中古文學)" 이라고도 한다. 인도 문학은 이 시대에 완성의 경지에 이르고 또 많은 문예 작품이 성립되어 황금시대를 이루었다.
기원전 4세기경 파니니(Panini)가 고전 산스크리트어 문법을 완성하였다. 이후 고전 산스크리트어는 고대 인도의 일상적인 속어인 프라크리트어(Prakrit)와 함께 고전 산스크리트 문학의 용어로서 널리 사용되어 카비야(Kāvya)라는 각종 문예작품이 출현하였다.
최초의 작가로는 불교 시인 아슈바고샤(Aśvaghoṣa: 1-2세기)가 있고, 극작가 바사(Bhāsa: 2-3세기, 또는 5세기)와 슈도라카(Śudraka: 4세기)가 나왔고, 후에 인도의 셰익스피어라고 일컫는 칼리다사(Kalidasa: 4/5세기)가 나와 융성기를 이루었다.
칼리다사 이후 약 800년간은 고전 문학의 최전성기로서 각 분야에서 많은 작가가 쏟아져 나왔다. 서정시에서는 바르트리하리(Bhartrihari: 5세기) · 아마루(Amaru: 7/8세기) · 자야데바(Jayadeva: 13세기) 등 많은 시인이 나타났다. 서사시에서는 바라비(Bharavi: 6세기) · 바티(Bhatti: 7세기) · 마가(Magha: 7/8세기)의 3대 시인이 있었다. 희곡에서는 세 편의 희곡을 남긴 하르샤(Harsha: 7세기)왕과 거장 바바부티(Bhavabhuti: 8세기) 등이 있었다.  산문으로 된 전기 소설(傳奇小說)에는 수반두(Subandhu: 5세기) · 단딘(Dandin: 6/7세기) · 바나(Bana: 7세기) 등이 나와서 새 분야를 개척했다.  설화 문학에서는 《판차탄트라(Pancatantra: 1200 BC-300 AD)》와 현존하지 않는 대설화집 《브르하트카타(Brhatkatha)》의 개작본인 《카타사리트사가라(Kathasaritsagara: 11세기)》를 포함한 크고 작은 설화집이 나왔다.

### 프라크리트어 문학
산스크리트 문학이 이슬람교의 침입과 유럽 제국의 식민지 세력 때문에 쇠퇴하고 여러 방언 문학(方言文學 · Dialect literature)이 일어났다. 이슬람교 영향의 페르시아 문학이 들어와서 그 영향을 받아 다채로운 근대 문학(Modern literature) 시대가 전개되었다.
1. 힌디 문학(Hindi literature) ― 힌디어는 두 가지의 방언군(方言群)으로 나누어지는데, 힌디 문학에서는 힌두교의 여러 신들 중 크리슈나와 라마를 숭배하는 경향이 많았다.
2. 펀자브 문학(Punjabi literature) ― 여기에 속하는 가장 오래된 문학 작품은 시크교 문학이다. 시크교의 경전인 《아디 그란트(Adi Granth)》는 대부분 힌디어로 씌어졌으나 찬미가 일부는 펀자브어로 되어 있다.
3. 구자라티 문학(Gujarati literature) ― 14세기경에 시작된 것으로 자이나교도의 작품이 많다.  힌두교도에 의한 작품은 크리슈나 신의 화신인 존재들에 대한 찬미의 시와 극이 많은데 이런 종교 경향은 오늘날에도 나타난다.
4. 마라티 문학(Marathi literature) ― 13세기경에 시작된 것으로, 힌두교의 비슈누 신의 화신인 비토바(Vithoba)에 바치는 찬가가 중심을 이룬다.

## 남인도 문학

### 타밀 문학
타밀어로 쓰인 문학에는 2천 년 이상의 역사가 있다. 현재 최초의 타밀어 기록으로 입증된 것은 기원전 3세기의 석문 칙령과 영웅석(viirakkal, 영어: Hero stones)이다.

#### 상감 문학
통상 기원전 6세기부터 기원후 3세기에 이르는 고대 타밀어 문학을 상감 문학(Sangam literature)으로 부른다. 상감 시대에는 《톨카피얌》 등의 언어학과 시학을 아우르는 서적, 《실라파티카람(Cilappatikaram)》을 비롯한 타밀 5대 서사시 등이 탄생하여 문학이 크게 융성하였다. 상감 문학 시대 이후의 타밀어 문학사는 교훈서, 종교서, 서사시 등이 발달한 후 상감 시대(Post-Sangam period)부터 촐라 제국의 번성에 힘입은 중세 시대, 비자야나가르 제국과 마두라이 나야크 왕조 시대, 영국을 비롯한 유럽 열강과의 접촉으로 시작된 근현대 시대로 나뉜다.

## 불교 문학과 자이나교 문학

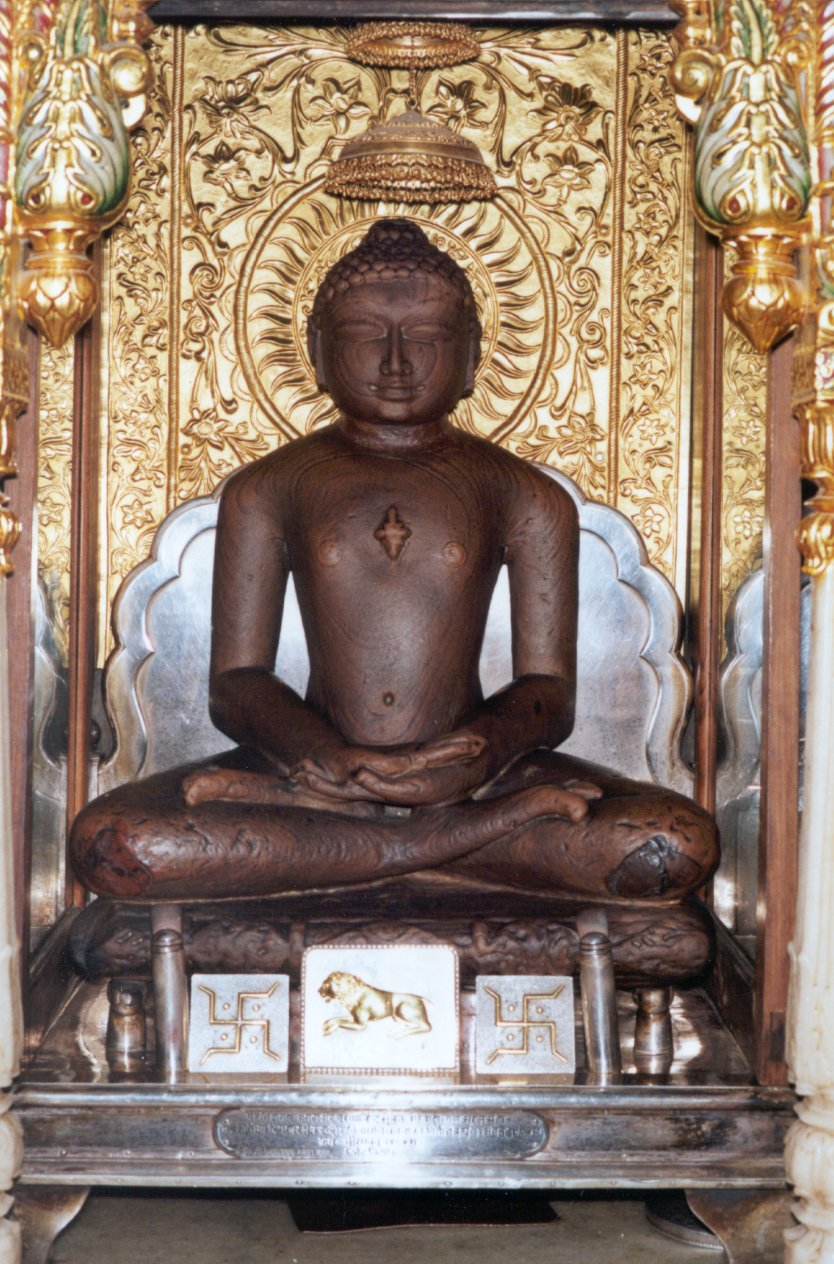
마하비라의 동상

원시 불교의 경전인 티피타카(Tipitaka), 즉, 경 · 율 · 논의 삼장(三藏)은 프라크리트어의 일종인 팔리어로 기록되었다. 불교 문학(Buddhist literature) 중에는 설화집 《자타카(Jataka)》처럼 문학적 가치가 높은 것이 많다. 불교 문학은 나중에는 산스크리트어로도 작성되었다. 1-2세기의 불교 시인이었던 아슈바고샤(Aśvaghoṣa)에 이어 많은 불교 시인이 나왔다.
자이나교는 마하비라(Mahavira: 599-527 BC)가 기초를 확립한 종교로서 불교와 더불어 브라만교에 대항하였으며, 고대 인도에서 번성하였던 종교이다. 자이나교 문학(Jain literature)은 힌두교의 크리슈나 신화, 불교의 설화집인 《자타카》,  힌두교의 서사시 중 하나인 《라마야나》등과 같은 인도의 고대 신화와 전설에서 소재를 가져와 성립되었다.

## 같이 보기
- 문학
- 베다 산스크리트어
- 산스크리트어
- 인도 서사시
- 프라크리트어

## 참고 문헌
- 이 문서에는 다음커뮤니케이션(현 카카오)에서 GFDL 또는 CC-SA 라이선스로 배포한 글로벌 세계대백과사전의 柳玲씨가 쓴  "인도 문학〔개설〕" 항목을 기초로 작성된 글이 포함되어 있습니다.